# Раунд (криптографія)
Ра́унд або цикл у криптографії — один із послідовних кроків обробки даних в алгоритмі блочного шифрування. У шифрі Фейстеля (побудованих відповідно до архітектури мережі Фейстеля) і близьких йому за архітектурою шифрах — один крок шифрування, в ході якого одна або кілька частин зашифрованого блоку даних піддається модифікації шляхом застосування кругової функції.

## Мережа Фейстеля
Архітектура побудови блочних шифрів, домінуюча в даний час в традиційній криптографії, в якій весь процес шифрування блоку виконується за серію кроків (раундів). На кожному раунді блок ділиться на змінну й постійну частини. За допомогою функції шифрування з постійної частини й раундового ключа виробляється модифікуючий код, який використовується для модифікації змінної частини за допомогою операції гамування.
Широке поширення мережі Фейстеля отримали тому, що вони задовольняють всі вимоги до алгоритмів симетричного шифрування і в той же час досить прості й компактні.
В ході шифрування використовується функція F, яка називається твірною. Кожен раунд складається із обчислення функції F для однієї гілки й побітного виконання операції XOR результату F з іншою гілкою. Після цього гілки міняються місцями.
Вважається, що оптимальне число раундів — від 8 до 32. Важливим є те, що збільшення кількості раундів значно збільшує криптостійкість алгоритму.
Можливо, ця особливість і вплинула на активне поширення мережі Фейстеля, так як для більшої криптостійкості досить збільшувати кількість раундів, не змінюючи сам алгоритм. Останнім часом кількість раундів не фіксується, а лише вказуються допустимі межі.